# 藤原兼隆
藤原 兼隆（ふじわら の かねたか）は、平安時代中期の公卿。藤原北家、関白右大臣・藤原道兼の次男。官位は正二位・中納言。

## 経歴
福足君と呼ばれた長兄が夭折したため、嫡男として育てられる。正暦6年（995年）正月に従五位上に直叙され、父・道兼は同年4月に関白に就任するが、在任僅か二週間にも満たずに急死。その後、権力の座は叔父の道長に移る。同じく道長を叔父とする従兄弟の伊周・隆家兄弟はこれに反抗したが、兼隆はそのような動きは見せず、以後道長の側近としての道を歩む。
右兵衛佐・左近衛少将と武官を歴任し、長保元年（1000年）従四位下に叙せられる。長保3年（1001年）には夢想により左少将から兵部大輔に遷任している。
長保4年（1002年）に従三位・右近衛中将に叙任されて公卿に列す。寛弘5年（1008年）24歳で参議に任ぜられた際には議政官では最年少であったが、翌寛弘6年（1009年）に執政の左大臣・藤原道長の子・頼通が参議を経ずに権中納言に任ぜられて昇進で先を越され、さらに長和2年（1013年）6月にはその弟・教通も同じく権中納言に昇進してしまう。この状況の中、同年8月に厩舎人（馬の世話をする従者）を殴殺させる事件を起こす。さらに、翌長和3年（1014年）正月には、藤原実資の下女との井戸の使用に関する諍いにより殴られて衣服を奪い取られたとの自らの下女の訴えにより、従者らに命じて実資の下女の家を略奪・破壊させている。しかし、諍いの原因であった井戸が属する土地の所有権が兼隆ではなく、実は実資のものであったことが判明すると打って変わって低姿勢となり、自らの下女が受けた被害は不問とし、実資の下女に与えた被害は全て補償する旨の書状を実資に対して出している。
長和5年（1016年）後一条天皇の即位に前後して、弟・兼綱を左近衛中将に任官させる替わりに右近衛中将を辞任する。寛仁元年（1017年）に敦明親王が皇太子を辞しているが、兼隆が敦明親王を騙した結果によるものとの風評があったという。道兼・兼隆の父子二代続けての退位画策に、「天皇・東宮に近づけてはならない一族である」と『大鏡』は言う。寛仁3年（1019年）権中納言、治安3年（1023年）中納言と累進し、治安4年（1024年）正二位に至る。
長元8年（1035年）に中納言を辞任し、寛徳3年（1046年）に出家。天喜元年（1053年）10月薨去。享年69。

## 官歴
注記のないものは『公卿補任』による。
- 正暦6年（995年） 正月7日：従五位上（直叙）
- 長徳2年（996年） 正月10日：正五位下（臨時）。正月25日：阿波権守。正月29日：禁色。8月：右兵衛佐
- 長徳3年（997年） 正月28日：左近衛少将
- 長徳4年（998年） 正月25日：伊予権介
- 長保元年（1000年） 正月7日：従四位下（少将労）、昇殿如元
- 長保3年（1001年） 正月24日：兵部大輔（依夢想辞少将所任大輔）。10月10日：従四位上（東三条院御賀）
- 長保4年（1002年） 正月30日：右近衛中将（成房出家替）、従三位（東三条院御骨荷持賞。越階）
- 長保6年（1004年） 正月24日：兼近江権守
- 寛弘5年（1008年） 正月28日：参議、右中将如元
- 寛弘6年（1009年） 正月28日：備中守
- 寛弘8年（1011年） 日付不詳：伊予守
- 長和2年（1013年） 正月24日：正三位
- 長和4年（1015年） 2月28日：兼伊予権守。10月21日：従二位（造営行事賞）
- 長和5年（1016年） 正月：辞右近衛中将（兼綱申任左近衛中将[4]）
- 寛仁3年（1019年） 日付不詳：権中納言
- 寛仁5年（1021年） 8月29日：兼左衛門督
- 治安3年（1023年） 12月15日：中納言、左衛門督如元
- 万寿元年（1024年） 12月28日：正二位（藤原頼通譲、坊官賞）
- 長元2年（1029年） 12月27日：辞左衛門督
- 長元8年（1035年） 正月29日：辞中納言（藤原兼房申任備中守）。2月18日：停任
- 寛徳3年（1046年） 日付不詳：出家（前中納言正二位）
- 天喜元年（1053年） 10月：薨去

## 系譜
注記のないものは『尊卑分脈』による。
- 父：藤原道兼
- 母：藤原遠量の娘
- 正室：源扶義の娘
  - 男子：藤原兼房（1001年-1069年）
  - 男子：藤原定房（1020年-1095年）
  - 男子：円意
  - 男子：行禅
- 妻：藤原賢子（大弐三位） - 藤原宣孝と紫式部の娘、のち高階成章の室
  - 女子：源良宗室 - 源知房母
- 生母不詳の子女
  - 男子：観円
  - 男子：慶増
  - 長女：敦平親王妃[3]
  - 女子：[3]
  - 女子：[3]